# Antichrist Superstar
Antichrist Superstar (občas psáno jako Antichrist Svperstar jako narážka na latinu) je album skupiny Marilyn Manson vydané v roce 1996. Toto album je považováno za přelomové a uvedlo skupinu v širokou známost, zároveň však vedlo k mnohačetným protestům kvůli jejímu antikřesťanskému postoji. Album produkoval Trent Reznor (frontman skupiny Nine Inch Nails) a Marilyn Manson. Bylo prodáno 7,500,000 kopií po celém světě.

## Seznam skladeb
- Album je rozděleno na tři části zvané "Cycles" (cykly)
- Texty: Marilyn Manson, kromě skladby číslo 1 (Manson, Ramirez)

### Cycle I - The Hierophant
1. "Irresponsible Hate Anthem" - 4:17 (Berkowitz, Gacy)
2. "The Beautiful People" - 3:38 (Manson)
3. "Dried Up, Tied and Dead to the World" - 4:16 (Manson, Ramirez)
4. "Tourniquet" - 4:29 (Berkowitz, Ramirez)

### Cycle II - Inauguration of the Worm
1. "Little Horn" - 2:43 (Ramirez, Reznor)
2. "Cryptorchid" - 2:44 (Gacy)
3. "Deformography" - 4:31 (Ramirez, Reznor)
4. "Wormboy" - 3:56 (Berkowitz, Ramirez)
5. "Mister Superstar" - 5:04 (Ramirez)
6. "Angel with the Scabbed Wings" - 3:52 (Manson, Ramirez, Gacy)
7. "Kinderfeld" - 4:51 (Ramirez, Gacy)

### Cycle III - Disintegrator Rising
1. "Antichrist Superstar" - 5:14 (Ramirez, Gacy)
2. "1996" - 4:01 (Ramirez)
3. "Minute of Decay" - 4:44 (Manson)
4. "The Reflecting God" - 5:36 (Ramirez, Reznor)
5. "Man That You Fear" - 6:10 (Ramirez, Manson, Gacy, Berkowitz) Rhodes Piano: Reznor
6. "Down in the Park" - 5:01 (Japan bonus track)
7. 1:39
  - Skladba 99 je známá jednoduše jako "Track 99" nebo "Empty Sounds of Hate"
  - Skladby 17-98 jsou prázdné (kromě skladby 17 v Japonském vydání); tyto stopy jsou v průměru čtyři sekundy dlouhé. První a poslední prázdná stopa trvá 9 a 5 sekund.